# Campeonato Panamericano de Ciclismo en Pista
El Campeonato Panamericano de Ciclismo en Pista, es el campeonato americano de ciclismo  para las diferentes modalidades de pista para los países miembros de la Confederación Panamericana de Ciclismo.
La primera edición se disputó en Cali en 1974 y hasta 2004 se celebró por lo general cada 2 años. A partir de 2004 su disputa es anual.

## Sedes
| Edición | Año  | Ciudad              | País                 |
| ------- | ---- | ------------------- | -------------------- |
| I       | 1974 | Cali                | Colombia             |
| II      | 1976 | San Cristóbal       | Venezuela            |
| III     | 1978 | Santo Domingo       | República Dominicana |
| IV      | 1980 | Santiago de Chile   | Chile                |
| V       | 1981 | Medellín            | Colombia             |
| VI      | 1982 | São Paulo           | Brasil               |
| VII     | 1984 | Medellín            | Colombia             |
| VIII    | 1986 |                     |                      |
| IX      | 1988 | Medellín            | Colombia             |
| X       | 1990 | Duitama             | Colombia             |
| XI      | 1992 | Quito               | Ecuador              |
| XII     | 1994 | Curicó y Talca      | Chile                |
| XIII    | 1996 | Puerto La Cruz      | Venezuela            |
| XIV     | 1997 | Cali                | Colombia             |
| XV      | 1998 | Americana           | Brasil               |
| XVI     | 2000 | Bucaramanga         | Colombia             |
| XVII    | 2001 | Medellín            | Colombia             |
| XVIII   | 2002 | Quito               | Ecuador              |
| XIX     | 2004 | Tinaquillo          | Venezuela            |
| XX      | 2005 | Mar del Plata       | Argentina            |
| XXI     | 2006 | Estado de São Paulo | Brasil               |
| XXII    | 2007 | Valencia            | Venezuela            |
| XXIII   | 2008 | Montevideo          | Uruguay              |
| XXIV    | 2009 | México D.F.         | México               |
| XXV     | 2010 | Aguascalientes      | México               |
| XXVI    | 2011 | Medellín            | Colombia             |
| XXVII   | 2012 | Mar del Plata       | Argentina            |
| XXVIII  | 2013 | México D.F.         | México               |
| XXIX    | 2014 | Aguascalientes      | México               |
| XXX     | 2015 | Santiago de Chile   | Chile                |
| XXXI    | 2016 | Aguascalientes      | México               |
| XXXII   | 2017 | Couva               | Trinidad y Tobago    |
| XXXIII  | 2018 | Aguascalientes      | México               |
| XXXIV   | 2019 | Cochabamba          | Bolivia              |
|         | 2020 | no realizado        |                      |
| XXXV    | 2021 | Lima                | Perú                 |
| XXXVI   | 2022 | Lima                | Perú                 |
| XXXVII  | 2023 | San Juan            | Argentina            |
| XXXVIII | 2024 | Carson              | Estados Unidos       |

## Pruebas en pista masculinas

### Kilómetro contrarreloj
| Edición | Oro                | Plata                | Bronce                |
| ------- | ------------------ | -------------------- | --------------------- |
| 1974    | Ottavio Dazzan     | Richard Tormen       | Leslie Rawlins        |
| 1976    | Miguel Mergaleff   | Richard Tormen       | Anthony Sellier       |
| 1978    | Antonio Madera     | Jairo Meneses        | David Welley          |
| 1980    | Marcelo Alexandre  |                      | Eduardo Trillini      |
| 1981    | Marcelo Alexandre  | José Antonio Urquijo | Hans Fischer          |
| 1990    | Mario Pons         | Alexis Marcel        | José Julián Velásquez |
| 1992    | Gabriel Cuevas M   | Mario Pons           | Gil Cordovés          |
| 1994    | Gene Samuel        | Ángel Darío Colla    | Sergio Rolando        |
| 2000    | Jim Fisher         | Julio César Herrera  | Doug Baron            |
| 2001    | Michel Pedroso     | Jim Fisher           | Enzo Cesario          |
| 2002    | Wilson Meneses     | Michel Pedroso       | Julio César Herrera   |
| 2004    | Christian Stahl    | Alexander Cornelies  | Adam Duvendeck        |
| 2005    | Wilson Meneses     | Sergio Guatto        | Travis Smith          |
| 2006    | Cam MacKinnon      | Julio César Herrera  |                       |
| 2007    | Ahmed López        | Pablo Seisdedos      | Yasmani Poll          |
| 2008    | Marzuki Mejía      | Azikiwe Kellar       | Carlos Carrasco       |
| 2009    | Jimmy Watkins      | Leonardo Narváez     | Travis Smith          |
| 2010    | Cristopher Sellier | Travis Smith         | Ángel Pulgar          |
| 2011    | Ángel Pulgar       | Travis Smith         | Fabián Puerta         |
| 2012    | Quincy Alexander   | Kevin Mansker        | Matías Gatto          |
| 2013    | Fabián Puerta      | Ángel Pulgar         | Anderson Parra        |
| 2014    | Ángel Pulgar       | Anderson Parra       | Santiago Ramírez      |
| 2015    | Santiago Ramírez   | Ángel Pulgar         | Anderson Parra        |
| 2016    | Santiago Ramírez   | Diego Peña           | Stefan Ritter         |
| 2017    | Fabián Puerta      | Santiago Ramírez     | Quincy Alexander      |
| 2018    | Santiago Ramírez   | Kevin Quintero       | Nicholas Paul         |
| 2019    | Kevin Quintero     | Santiago Ramírez     | Vincent De Haître     |
| 2020    | no realizado       | no realizado         | no realizado          |
| 2021    | Kevin Quintero     | Santiago Ramírez     | Juan Carlos Ruíz      |
| 2022    | Santiago Ramírez   | Cristian Ortega      | James Hedgcock        |
| 2023    | James Hedgcock     | Santiago Ramírez     | Juan Carlos Ruíz      |
| 2024    | Santiago Ramírez   | Cristian Ortega      | David Domonoske       |

### Keirin
| Edición | Oro                 | Plata               | Bronce                 |
| ------- | ------------------- | ------------------- | ---------------------- |
| 1994    | Marcelo Arrué       | Flavio Guidoni      | Gene Samuel            |
| 2000    | Juan José Haedo     | John Jaime González | Doug Baron             |
| 2001    | Barry Forde         | Michel Pedroso      | Bandera de Argentina   |
| 2002    | Barry Forde         | Wilson Meneses      | Steen Madsen           |
| 2004    | Gideon Massie       | Rubén Osorio        | Leonardo Narváez       |
| 2005    | Barry Forde         | José Sochón         | Kevin Belz             |
| 2007    | Julio César Herrera | Hernan Sánchez      | Ahmed López            |
| 2008    | Cristopher Sellier  | Diego Vargas        | Elisha Greene          |
| 2009    | Jonathan Marín      | Jimmy Watkins       | Leonardo Narváez       |
| 2010    | Hersony Canelón     | Barry Forde         | Leonardo Narváez       |
| 2011    | Fabián Puerta       | Hersony Canelón     | Cristian Tamayo        |
| 2012    | Fabián Puerta       | Leandro Botasso     | Travis Smith           |
| 2013    | Fabián Puerta       | Santiago Ramírez    | Leandro Botasso        |
| 2014    | Fabián Puerta       | Hugo Barrette       | Hersony Canelón        |
| 2015    | Fabián Puerta       | Hersony Canelón     | Kacio Da Silva Freitas |
| 2016    | Fabián Puerta       | Leandro Bottasso    | Kwesi Browne           |
| 2017    | Fabián Puerta       | Hugo Barrette       | Leandro Bottasso       |
| 2018    | Hugo Barrette       | Santiago Ramírez    | Kevin Quintero         |
| 2019    | Kevin Quintero      | Santiago Ramírez    | Keron Bramble          |
| 2020    | no realizado        | no realizado        | no realizado           |
| 2021    | Kevin Quintero      | Santiago Ramírez    | Njisane Phillip        |
| 2022    | Nicholas Paul       | Kevin Quintero      | Santiago Ramírez       |
| 2023    | Nicholas Paul       | Jair Tjon En Fa     | James Hedgcock         |
| 2024    | Nicholas Paul       | Kevin Quintero      | Kwesi Browne           |

### Velocidad individual
| Edición | Oro                 | Plata               | Bronce                |
| ------- | ------------------- | ------------------- | --------------------- |
| 1974    | Octavio Dazzan      | Enrique Álvarez     | Enrique Barrera       |
| 1976    | Leslie Rawlins      | Ian Atherly         | Julio Cesar Echeverry |
| 1978    | Jairo Meneses       | Xavier Mirander     | Ian Atherly           |
| 1980    | Marcelo Alexandre   | Aníbal Montes       | Antonio Urquijo       |
| 1988    | Mario Pons          |                     |                       |
| 1990    | Marcelo Arrué       | Mario Pons          | José María Lovito     |
| 1992    | Gil Cordovés        | Hirán Flores        | John Jaime González   |
| 1994    | Marcelo Arrué       | Bandera de Cuba     | Bandera de Cuba       |
| 2000    | Barry Forde         | Alexander Cornieles | Julio César Herrera   |
| 2001    | Barry Forde         | Steen Madsen        | Michel Pedroso        |
| 2002    | Barry Forde         | Julio César Herrera | Michel Pedroso        |
| 2004    | Giddeon Massie      | Jonathan Marín      | Alexander Cornelies   |
| 2005    | Barry Forde         | Kevin Belz          | Michael Blatchflord   |
| 2007    | Michael Blatchflord | Julio César Herrera | Hernán Sánchez        |
| 2008    | Jonathan Marín      | Rodrigo Barros      | Cristopher Sellier    |
| 2009    | Leonardo Narváez    | Travis Smith        | Alejandro Mainat      |
| 2010    | Travis Smith        | Njisane Phillip     | Leonardo Narváez      |
| 2011    | Hersony Canelón     | Jimmy Watkins       | Njisane Phillip       |
| 2012    | Njisane Phillip     | Hersony Canelón     | Fabián Puerta         |
| 2013    | Hersony Canelón     | Joseph Veloce       | Santiago Ramírez      |
| 2014    | Hersony Canelón     | Fabián Puerta       | Santiago Ramírez      |
| 2015    | Fabián Puerta       | Njisane Phillip     | Hugo Barrette         |
| 2016    | Fabián Puerta       | Jair Tjon En Fa     | Santiago Ramírez      |
| 2017    | Hugo Barrette       | Fabián Puerta       | Jair Tjon En Fa       |
| 2018    | Hugo Barrette       | Nicholas Paul       | Kevin Quintero        |
| 2019    | Nicholas Paul       | Jair Tjon En Fa     | Kevin Quintero        |
| 2020    | no realizado        | no realizado        | no realizado          |
| 2021    | Kevin Quintero      | Santiago Ramírez    | Edgar Verdugo         |
| 2022    | Nicholas Paul       | Jair Tjon En Fa     | Kevin Quintero        |
| 2023    | Nicholas Paul       | Kevin Quintero      | Jair Tjon En Fa       |
| 2024    | Nicholas Paul       | Cristian Ortega     | Santiago Ramírez      |

### Velocidad por equipos
| Edición | Oro                                                               | Plata                                                          | Bronce                                                                 |
| ------- | ----------------------------------------------------------------- | -------------------------------------------------------------- | ---------------------------------------------------------------------- |
| 2000    | Estados Unidos John Weir Nathan Rogut Giddeon Massie              | Trinidad y Tobago Michael Phillips Ako Kellar Elisha Greene    | Barbados Shawn Kelly Barry Forde John Cumberbatch                      |
| 2001    | Canadá · Lars Madsen · Steen Madsen · Doug Baron · Jim Fisher     | Colombia                                                       | Chile                                                                  |
| 2002    | Cuba · Reiner Cartaya · Yosmani Pol · Michel Pedroso              | Colombia · Wilson Meneses · Jonathan Marín · Víctor Álvarez    | Chile · Sebastián Muñoz · José Aravena · Enzo Cesario                  |
| 2004    | Venezuela                                                         | Estados Unidos Giddeon Massie Adam Duvendeck Christian Stahl   | Colombia                                                               |
| 2005    | Cuba · Julio César Herrera · Reiner Cartaya · Ahmed López         | Canadá · Cam Mackinnon · Travis Smith · Yannik Morin           | Estados Unidos Michael Blatchflord Steven Alfred Kevin Belz            |
| 2007    | Cuba · Julio César Herrera · Yasmani Poll · Ahmed López           | Estados Unidos Michael Blatchflord Adam Duvendeck Kevin Selker | Canadá · Cam Mackinnon · Lawrence Leroux · Yannik Morin                |
| 2008    | Chile · Cristián Concha · Pablo Concha · Cristopher Mansilla      | Trinidad y Tobago Cristopher Sellier Azikiwe Kellar Ako Kellar | Guatemala · José Sochón · Gabriel Pellecer · Daniel Cuté               |
| 2009    | Colombia · Leonardo Narváez · Jonathan Marín · Diego Gutiérrez    | Canadá · Joseph Veloce · Lawrence Leroux · Stéphane Cossette   | Chile · Cristián Concha · Pablo Concha · Cristopher Mansilla           |
| 2010    | Colombia · Leonardo Narváez · Cristian Tamayo · Fabián Puerta     | Venezuela · César Marcano · Ángel Pulgar · Hersony Canelón     | Trinidad y Tobago Njisane Phillip Azikiwe Kellar Cristopher Sellier    |
| 2011    | Colombia · Cristian Tamayo · Fabián Puerta · Jonathan Marín       | Estados Unidos Dean Tracy Jimmy Watkins Michael Blatchford     | Venezuela · Angel Pulgar · Hersony Canelón · César Marcano             |
| 2012    | Estados Unidos Michael Blatchford Jimmy Watkins Kevin Mansker     | Canadá · Joseph Veloce · Travis Smith · Hugo Barrete           | Venezuela · Angel Pulgar · Hersony Canelón · César Marcano             |
| 2013    | Venezuela · César Marcano · Ángel Pulgar · Hersony Canelón        | Canadá · Joseph Veloce · Stéphane Cossette · Hugo Barrette     | Estados Unidos Kevin Mansker Nathan Koch Matthew Baranoski             |
| 2014    | Venezuela · César Marcano · Ángel Pulgar · Hersony Canelón        | Colombia · Rúben Murillo · Fabián Puerta · Santiago Ramírez    | Brasil · Dieferson Borges · Kacio Freitas · Flávio Vagner              |
| 2015    | Venezuela · Hersony Canelón · César Marcano · Ángel Pulgar        | Canadá · Hugo Barrette · Evan Carey · Joseph Veloce            | Brasil · Flávio Vagner · Kacio Da Silva Freitas · Hugo Vasconcelos     |
| 2016    | Colombia · Rubén Darío Murillo · Fabián Puerta · Santiago Ramírez | Argentina Leandro Bottasso Pablo Perruchoud Juan Pablo Serrano | Canadá · Patrice Pivin · Joel Archambault · Stefan Ritter              |
| 2017    | Colombia · Rubén Darío Murillo · Fabián Puerta · Santiago Ramírez | Trinidad y Tobago Kwesi Browne Njisane Phillip Nicholas Paul   | Argentina Leandro Bottasso Pablo Perruchoud Juan Pablo Serrano         |
| 2018    | Trinidad y Tobago Kwesi Browne Njisane Phillip Nicholas Paul      | Colombia · Rubén Murillo · Santiago Ramírez · Kevin Quintero   | Brasil · Flávio Cipriano · Kacio Fonseca · João Vitor da Silva         |
| 2019    | Trinidad y Tobago Keron Bramble Njisane Phillip Nicholas Paul     | Argentina Farid Suarez Juan Pablo Serrano Lucas Vilar          | Ecuador · Allan Lozano Alban · Francisco Bone Nazareno · Pablo Pacheco |
| 2020    | no realizado                                                      | no realizado                                                   | no realizado                                                           |
| 2021    | Colombia · Rubén Murillo · Santiago Ramírez · Kevin Quintero      | Trinidad y Tobago Keron Bramble Njisane Phillip Zion Pulido    | Argentina Leandro Botasso Franco Victorio Lucas Vilar                  |

### Persecución individual
| Edición | Oro               | Plata               | Bronce                |
| ------- | ----------------- | ------------------- | --------------------- |
| 1974    | Fernando Vera     | Luis Hernán Díaz    | Jorge Hernández       |
| 1976    | Balbino Jaramillo | Raúl Vásquez        | Jorge Hernández       |
| 1978    | Balbino Jaramillo | Fernando Vera       | Juan Rivera           |
| 1980    | Pedro Caíno       |                     |                       |
| 1984    | Balbino Jaramillo |                     |                       |
| 1990    | Eduardo Graciano  | Manuel Youshimatz   | Noel de la Cruz       |
| 1992    | Noel de la Cruz   | Raúl Domínguez      | Miguel Droguett       |
| 1994    | Walter Pérez      |                     | Carlos Alberto Suárez |
| 2000    | Víctor Hugo Peña  | Guillermo Brunetta  | Marco Arriagada       |
| 2001    | Edgardo Simón     | Guillermo Brunetta  | Marco Arriagada       |
| 2002    | Marco Arriagada   | Luca Barazzutti     | Mark Ernsting         |
| 2004    | Sebastián Cancio  | Tomás Gil           | Fernando Antogna      |
| 2005    | Edgardo Simón     | Marco Arriagada     | Brad Huff             |
| 2006    | Carlos Alzate     | Zachary Bell        | Fernando Antogna      |
| 2007    | Carlos Alzate     | Tomás Gil           | Jorge Contreras       |
| 2008    | Svein Tuft        | Fernando Antogna    | Jaime Suaza           |
| 2009    | Jairo Pérez       | Fernando Antogna    | Jaime Suaza           |
| 2010    | Juan Pablo Suárez | Juan Esteban Arango | Eduardo Sepúlveda     |
| 2011    | Arles Castro      | Juan Esteban Arango | Gonzalo Miranda       |
| 2012    | Gideoni Monteiro  | Mauro Agostini      | Carlos Linares        |
| 2013    | Eduardo Sepúlveda | Mauro Agostini      | Jhonatan Restrepo     |
| 2014    | Robert Lea        | Mauro Agostini      | Víctor Moreno         |
| 2015    | Jhonatan Restrepo | Sean McKinnon       | Edward Veal           |
| 2016    | Eduardo Estrada   | Jay Lamoureux       | Edison Bravo          |
| 2017    | Derek Gee         | Jay Lamoureux       | Ignacio Prado         |
| 2018    | Ashton Lambie     | Gavin Hoover        | Luis Villalobos       |
| 2019    | Ashton Lambie     | Brayan Sánchez      | Jay Lamoureux         |
| 2020    | no realizado      | no realizado        | no realizado          |
| 2021    | Brayan Sánchez    | Bryan Gómez         | Edibaldo Maldonado    |

### Persecución por equipos
| Edición | Oro                                                                                     | Plata                                                                                        | Bronce                                                                               |
| ------- | --------------------------------------------------------------------------------------- | -------------------------------------------------------------------------------------------- | ------------------------------------------------------------------------------------ |
| 1974    | Colombia · Jorge Hernández · Jaime Galeano · Álvaro Bejarano · Luis Hernán Díaz         | México · Jorge Espinosa · Francisco Vázquez · Francisco Huerta · Manuel Ceja                 | Venezuela · Vicente Laguna · Gregorio Herrera · Celso Rivero · José Ollarves         |
| 1976    | México · Francisco Javier Huerta · Rubén Camacho · Rosendo Ramos · Jorge Hernández      | Colombia · Jorge Hernández · Hector Julio Mayorga · John Jairo Quinceno · Jaime Galeano      | Uruguay · Waldemar Pedrazzi · Washington Díaz · Víctor González · Miguel Mergaleff   |
| 1978    | Cuba · Reynaldo Cabrera · Antonio Madera · Juan Rivera · Gustavo Vázquéz                | Colombia · Oscar Gálvez · José Dario Hernández · Mauricio Mosquera · Jaime Galeano           | México · Gregorio Gámez · Rubén Camacho · Rosendo Ramos · Ernesto Hernández          |
| 1980    | Argentina Pedro Caíno Eduardo Trillini Omar Richeze Néstor Montabilet                   | Brasil · Hans Fischer · Fernando Louro · José Carlos de Lima · Antônio Silvestre             | Chile · Fernando Vera · Roberto Muñoz · Sergio Aliste · Richard Tormen               |
| 1981    | Argentina Pedro Caíno Eduardo Trillini Gustavo Kucich Juan Carlos Haedo                 | Colombia · José Dario Hernández · Efraín Domínguez · Corley Uribe · Humberto Velasco         | México · Carlos Hernández · Manuel Youshimatz · José Luis Rico · Octavio López       |
| 1990    | Cuba · Rigoberto Rielo · Noel de la Cruz · Alexis Marcel · Conrado Cabrera              | Colombia · Leonardo Cardona · Gustavo Yusti · Jorge Iván Casas · Fernando Sierra             | Chile · Miguel Droguett · Iván Henríquez · Freddy Aquea · Óscar Ortiz                |
| 1992    | Cuba · Raúl Domínguez · Noel de la Cruz · Eugenio Castro · Félix López                  | Colombia · Alberny de Jesús Vargas · Fernando Sierra · Esteban López · José Julián Velásquez | México · Raúl Frías · Jesús Nieto · Francisco Prado · Carlos Anguiano                |
| 1994    | Argentina Walter Pérez Ángel Darío Colla Edgardo Simón Sergio Giovachini                | Cuba · Iosvani Domínguez · Eugenio Castro · Iván Domínguez · Héctor Ajete                    | Chile · José Medina · Luis Fernando Sepúlveda · Manuel Arriagada · Víctor Garrido    |
| 2000    | Colombia · Marlon Pérez · Víctor Hugo Peña · Giovanni López · John Durango              | Chile · Richard Rodríguez · Antonio Cabrera · Francisco Cabrera · Marco Arriagada            | Argentina Oscar Villalobos Ezequiel Romero Facundo Bazzi Guillermo Brunetta          |
| 2001    | Chile · Antonio Cabrera · Marco Arriagada · Luis Fernando Sepúlveda · Marcelo Arriagada | Argentina Guillermo Brunetta Ezequiel Romero Edgardo Simón Juan Curuchet                     | Colombia · Arles Castro · José Serpa · John Durango · John Fredy Parra               |
| 2002    | Chile · Marco Arriagada · Luis Fernando Sepúlveda · Enzo Cesario · Richard Rodríguez    | Brasil · Hernandes Quadri Júnior · Armando Camargo · André Polini · Marcos Novello           | México · Ignacio Sarabia · José Sánchez · Luis Macías · Juan de la Rosa              |
| 2004    | Colombia · José Serpa · Rafael Infantino · Juan Pablo Suárez · Andrés Rodríguez         | Venezuela · Richard Ochoa · Tomás Gil · Isaac Cañizales · Franklin Raúl Chacón               | Chile · Enzo Cesario · Gonzalo Miranda · Francisco Cesario · José Aravena            |
| 2005    | Chile · Marco Arriagada · Gonzalo Miranda · Luis Sepúlveda · Enzo Cesario               | Argentina Edgardo Simón Sebastián Cancio Fernando Antogna César Sigura                       | Colombia · Carlos Alzate · José Serpa · Alexander González · Carlos Quintero         |
| 2007    | Colombia · Juan Pablo Forero · Arles Castro · Carlos Alzate · Jairo Pérez               | Venezuela · Tomás Gil · Richard Ochoa · Franklin Chacón · Yosvangs Rojas                     | República Dominicana · Augusto Sánchez · Jorge Pérez · Euri Vidal · Rafael Meran     |
| 2008    | Colombia · Jaime Suaza · Edwin Ávila · Weimar Roldán · Carlos Urán                      | Chile · Luis Mansilla · Antonio Cabrera · Gonzalo Miranda · Raúl Bravo                       | Argentina Edgardo Simón Fernando Antogna Mauro Agostini Marcos Crespo                |
| 2009    | Colombia · Jairo Pérez · Jaime Suaza · John Fredy Parra · Juan Pablo Suárez             | Chile · Pablo Seisdedos · Luis Mansilla · Antonio Cabrera · José Medina ·                    | Cuba · Reldys Pérez · Rubén Campanioni · Jans Carlos Arias · Pedro Sibila            |
| 2010    | Colombia · Juan Pablo Suárez · Arles Castro · Weimar Roldán · Edwin Ávila               | Chile · Enzo Cesario · Pablo Seisdedos · Antonio Cabrera · Luis Mansilla                     | Cuba · Pedro Sibila · Reldys Pérez · Jans Carlos Arias · Rubén Campanioni            |
| 2011    | Colombia · Juan Esteban Arango · Edwin Ávila · Arles Castro · Weimar Roldán             | Chile · Antonio Cabrera · Gonzalo Miranda · Luis Mansilla · Luis Sepúlveda                   | Argentina Eduardo Sepúlveda Maximiliano Almada Cristian Martínez Marcos Crespo       |
| 2012    | Chile · Antonio Cabrera · Luis Sepúlveda · Gonzalo Miranda · Pablo Seisdedos            | Brasil · Gideoni Monteiro · Thiago Nardin · Armando Camargo · Leandro Silva                  | Argentina Walter Pérez Maximiliano Almada Mauro Agostini Marcos Crespo               |
| 2013    | Argentina Walter Pérez Maximiliano Richeze Mauro Richeze Eduardo Sepúlveda              | Colombia · Fernando Gaviria · Jhonatan Restrepo · Jordan Parra · Sebastián Molano            | México · José Alfredo Aguirre · Edibaldo Maldonado · Ramón Aguirre · Diego Yépez     |
| 2014    | Colombia · Brayan Sánchez · Jhonatan Restrepo · Arles Castro · Sebastián Molano         | Argentina Walter Pérez Mauro Agostini Mauro Richeze Juan Darío Merlos                        | Venezuela · Manuel Briceño · Randal Figueroa · Víctor Moreno · Máximo Rojas          |
| 2015    | Colombia · Juan Esteban Arango · Jordan Parra · Arles Castro · Jhonatan Restrepo        | Canadá · Aidan Caves · Sean McKinnon · Remi Pelletier-Roy · Edward Veal                      | Chile · Cristian Cornejo · Felipe Peñaloza · Luis Sepúlveda · Elias Tello Bolvaran   |
| 2016    | Colombia · Juan Esteban Arango · Brayan Sánchez · Eduardo Estrada · Wilmar Paredes      | Canadá · Ed Veal · Aidan Caves · Jay Lamoureux · Adam Jamieson                               | Chile · Antonio Cabrera · Edison Bravo · Nicolás González · Diego Ferreyra           |
| 2017    | Canadá · Aidan Caves · Jay Lamoureux · Derek Gee · Bayley Simpson                       | Estados Unidos Eric Young Logan Owen Daniel Summerhill Adrian Hegyvary                       | Chile · Elías Tello · Luis Fernando Sepúlveda · Cristian Cornejo · Antonio Cabrera   |
| 2018    | Estados Unidos Ashton Lambie Eric Young Colby Lange Gavin Hoover                        | Colombia · Juan Esteban Arango · Brayan Sánchez · Carlos Tobón · Marvin Angarita             | México · José Alfredo Aguirre · Ignacio Prado · Edibaldo Maldonado · Ignacio Sarabia |
| 2019    | Canadá · Derek Gee · Jay Lamoureux · Vincent De Haître · Michael Foley                  | Estados Unidos John Croom Eric Young Ashton Lambie Daniel Holloway                           | Colombia · Brayan Sánchez · Carlos Tobón · Juan Esteban Arango · Wilmar Molina       |
| 2020    | no realizado                                                                            | no realizado                                                                                 | no realizado                                                                         |
| 2021    | Colombia · Brayan Sánchez · Julian Osorio · Juan Esteban Arango · Jordan Parra          | México · Tomas Aguirre · Ricardo Peña · Edibaldo Maldonado · Jorge Peyrot                    | Argentina Tomas Conte Juan Ignacio Curuchet Lucas Dundick Ruben Ramos                |

### Carrera por puntos
| Edición   | Oro                     | Plata                   | Bronce                  |
| --------- | ----------------------- | ----------------------- | ----------------------- |
| 1974-1976 | Prueba no realizada     | Prueba no realizada     | Prueba no realizada     |
| 1978      | Jaime Galeano           | Víctor González         | Sergio Aliste           |
| 1980      | Pedro Caíno             | Antonio Silvestre       | Gregorio Gómez          |
| 1984      | Balbino Jaramillo       |                         |                         |
| 1990      | Manuel Youshimatz       | Miguel Droguett         | Leonardo Cardona        |
| 1992      | Fernando Sierra         | Eduardo Alonso          | Conrado Cabrera         |
| 1994      | Leonardo Cardona        | Milton Wynants          | Hernandes Quadri Júnior |
| 2000      | Hernandes Quadri Júnior | José Sánchez            | Marlon Pérez            |
| 2001      | Marco Arriagada         | Leonardo Duque          | José Sánchez            |
| 2002      | Marco Arriagada         | Luis Fernando Sepúlveda | Hernandes Quadri Júnior |
| 2004      | Richard Ochoa           | Gonzalo Miranda         | Sebastián Cancio        |
| 2005      | Juan Curuchet           | Marco Arriagada         | John Fredy Parra        |
| 2007      | Arles Castro            | Andris Hernández        | Carlos Hernández        |
| 2008      | Svein Tuft              | Daniel Holloway         | Antonio Cabrera         |
| 2009      | Juan Pablo Suárez       | Carlos Hernández        | Jairo Pérez             |
| 2010      | Weimar Roldán           | Jorge Luis Montenegro   | Ramón Aguirre           |
| 2011      | Edwin Ávila             | Pablo Seisdedos         | Yans Carlos Arias       |
| 2012      | Edison Bravo            | Fabrizio Von Nacher     | Juan Gáspari            |
| 2013      | Máximo Rojas            | Jan Carlos Arias        | Manuel Rodas            |
| 2014      | Luis Mansilla           | Manuel Briceño          | Robert Lea              |
| 2015      | Eduardo Sepúlveda       | Sean McKinnon           | Juan Ignacio Curuchet   |
| 2016      | Juan Esteban Arango     | Manuel Rodas            | Rubén Ramos             |
| 2017      | Eric Young              | Antonio Cabrera         | Edwin Ávila             |
| 2018      | Felipe Peñaloza         | Jorge Luis Montenegro   | Rubén Ramos             |
| 2019      | Michael Foley           | Ignacio Sarabia         | Brayan Sánchez          |
| 2020      | no realizado            | no realizado            | no realizado            |
| 2021      | Bryan Gómez             | Felipe Peñaloza         | Robert Sierra           |

### Scratch
| Edición | Oro                   | Plata               | Bronce                  |
| ------- | --------------------- | ------------------- | ----------------------- |
| 2002    | Juan de la Rosa       | Marcelo Arriagada   | Marcos Novello          |
| 2004    | Ángel Darío Colla     | Gonzalo Miranda     | Isaac Cañizales         |
| 2005    | Ángel Darío Colla     | José Aravena        | Walter Pérez            |
| 2007    | Luis Mansilla         | Máximo Rojas        | Cristian Clavero        |
| 2008    | Ángel Darío Colla     | Luis Mansilla       | Cody O'Reilly           |
| 2009    | Pablo Seisdedos       | Ángel Darío Colla   | Mario Alberto Contreras |
| 2010    | Carlos Ospina         | Cody O'Reilly       | Luis Mansilla           |
| 2011    | Carlos Urán           | Cristopher Mansilla | Angel Darío Colla       |
| 2012    | Robert Lea            | Pablo Seisdedos     | Darren Matthews         |
| 2013    | Maximiliano Richeze   | Jan Carlos Arias    | Máximo Rojas            |
| 2014    | Jorge Luis Montenegro | Luis Mansilla       | Cristopher Mansilla     |
| 2015    | Aidan Caves           | Cristopher Mansilla | Bobby Lea               |
| 2016    | Alfredo Santoyo       | Zak Kovalcik        | Edwin Sutherland        |
| 2017    | Hugo Velázquez        | Bryan Gómez         | Clever Martínez         |
| 2018    | Adrian Hegyvary       | Iván Carbajal       | Antonio Cabrera         |
| 2019    | Ashton Lambie         | Ignacio Prado       | Aidan Caves             |
| 2020    | no realizado          | no realizado        | no realizado            |
| 2021    | Akil Campbell         | Eastmond Jamol      | Julio Padilla           |

### Madison o Americana
| Edición | Oro                                                 | Plata                                                  | Bronce                                                    |
| ------- | --------------------------------------------------- | ------------------------------------------------------ | --------------------------------------------------------- |
| 2000    | Colombia · John Durango · Giovanni López            | Argentina Ezequiel Romero Mario Giménez                | Chile · Richard Rodríguez · Francisco Cabrera             |
| 2001    | Colombia · Leonardo Duque · Víctor Herrera          | Chile                                                  | Argentina Juan Curuchet Gabriel Curuchet                  |
| 2002    | Chile · Richard Rodríguez · Luis Fernando Sepúlveda | México · Juan de la Rosa · José Sánchez                | Uruguay · Milton Wynants · Agustín Margalef               |
| 2004    | Colombia · José Serpa · John Fredy Parra            | Guatemala · Miguel Pérez · David Calanche              | Chile · Enzo Cesario · José Aravena                       |
| 2005    | Argentina Juan Curuchet Walter Pérez                | Chile · Enzo Cesario · Luis Sepúlveda                  | Colombia · José Serpa · Alexander González                |
| 2007    | Estados Unidos Brad Huff Colby Pearce               | Chile · Gonzalo Miranda · Luis Sepúlveda               | Cuba · Michel Fernández · Yunier Alonso                   |
| 2008    | Canadá · Svein Tuft · Zachery Bell                  | Chile · Gonzalo Miranda · Luis Sepúlveda               | Colombia · Carlos Urán · Armando Cárdenas                 |
| 2009    | México · Luis Macías · Ignacio Sarabia              | Brasil · Thiago Nardin · Marcos Novello                | República Dominicana · Rafael Germán · Benigno de la Cruz |
| 2010    | Colombia · Carlos Ospina · Weimar Roldán            | República Dominicana · Rafael Germán · Augusto Sánchez | Argentina Marcos Crespo Martín Ercila                     |
| 2011    | Chile · Antonio Cabrera · Cristopher Mansilla       | Colombia · Edwin Ávila · Weimar Roldán                 | México · Diego Yépez · Cristian Medina                    |
| 2012    | Chile · Antonio Cabrera · Cristopher Mansilla       | Brasil · Armando Camargo · Thiago Nardin               | Ecuador · Byron Guamá · José Ragonessi                    |
| 2013    | México · Diego Yepez · Ramón Aguirre                | Argentina Walter Pérez Eduardo Sepúlveda               | Cuba · Jan Carlos Arias · Ramón Martín                    |
| 2014    | Estados Unidos Jakob Duehring Robert Lea            | Colombia · Jhonatan Restrepo · Jordan Parra            | Argentina Walter Pérez Marcos Crespo                      |
| 2015    | Estados Unidos Jacob Duehring Robert Lea            | Colombia · Juan Esteban Arango · Jhonatan Restrepo     | Chile · Luis Fernando Sepúlveda · Gonzalo Miranda         |
| 2016    | Chile · Antonio Cabrera · Edison Bravo              | Colombia · Eduardo Estrada · Jordan Parra              | Argentina Rubén Ramos Sebastián Trillini                  |
| 2017    | Estados Unidos Zachary Carlson Zak Kovalcik         | Argentina Tomás Contte Sebastián Trillini              | Colombia · Jordan Parra · Edwin Ávila                     |
| 2018    | Estados Unidos Daniel Holloway Adrian Hegyvary      | México · Ignacio Sarabia · José Alfredo Aguirre        | Chile · Felipe Peñaloza · Antonio Cabrera                 |
| 2019    | México · Ignacio Prado · Ignacio Sarabia            | Estados Unidos Adrian Hegyvary Daniel Holloway         | Chile · Matias Arriagada · Antonio Cabrera                |
| 2020    | no realizado                                        | no realizado                                           | no realizado                                              |
| 2021    | México · Jorge Peyrot · José Muñiz                  | Colombia · Brayan Sánchez · Juan Esteban Arango        | Chile · Antonio Cabrera · Felipe Peñaloza                 |

### Omnium
| Edición | Oro                   | Plata                | Bronce             |
| ------- | --------------------- | -------------------- | ------------------ |
| 2007    | Brad Huff             | Juan Esteban Arango  | Jorge Pérez        |
| 2008    | Carlos Urán           | Zachary Bell         | Angel Darío Colla  |
| 2009    | Rubén Campanioni      | Pablo Seisdedos      | Ángel Darío Colla  |
| 2010    | Carlos Urán           | Rubén Campanioni     | Luis Mansilla      |
| 2011    | Luis Mansilla         | Carlos Linares       | Carlos Urán        |
| 2012    | Walter Pérez          | Carlos Linares       | Robert Lea         |
| 2013    | Fernando Gaviria      | José Alfredo Aguirre | Pablo Seisdedos    |
| 2014    | Juan Sebastián Molano | Cristopher Mansilla  | Rémi Pelletier-Roy |
| 2015    | Juan Esteban Arango   | Ignacio Prado        | Rémi Pelletier-Roy |
| 2016    | Aidan Caves           | Julio Padilla        | Zak Kovalcik       |
| 2017    | Ignacio Prado         | Aidan Caves          | Tomas Contte       |
| 2018    | Ángel Pulgar          | Carlos Quishpe       | Ignacio Prado      |
| 2019    | Derek Gee             | Ignacio Prado        | Gavin Hoover       |
| 2020    | no realizado          | no realizado         | no realizado       |
| 2021    | Ricardo Peña          | Juan Esteban Arango  | Tomas Contte       |

## Pruebas en pista femeninas

### 500 metros contrarreloj
| Edición | Oro              | Plata            | Bronce               |
| ------- | ---------------- | ---------------- | -------------------- |
| 2000    | Daniela Larreal  | Lori-Ann Muenzer | Yumari González      |
| 2001    | Yumari González  | Daniela Larreal  | Diana García         |
| 2002    | Yumari González  | Lori-Ann Muenzer | Diana García         |
| 2004    | Tanya Lindenmuth | Yumari González  | Diana García         |
| 2005    | Lisandra Guerra  | Nancy Contreras  | Yumari González      |
| 2006    | Lisandra Guerra  | Angie González   | Diana García         |
| 2007    | Lisandra Guerra  | Diana García     | Angie González       |
| 2008    | Diana García     | Paola Muñoz      | Cinthia Martínez     |
| 2009    | Lisandra Guerra  | Diana García     | Cari Higgins         |
| 2010    | Lisandra Guerra  | Monique Sullivan | Nancy Contreras      |
| 2011    | Lisandra Guerra  | Juliana Gaviria  | Cristin Walker       |
| 2012    | Lisandra Guerra  | Juliana Gaviria  | Elisabeth Carlson    |
| 2013    | Lisandra Guerra  | Juliana Gaviria  | Madalyn Godby        |
| 2014    | Lisandra Guerra  | Juliana Gaviria  | María Esthela Vilera |
| 2015    | Jessica Salazar  | Juliana Gaviria  | Lisandra Guerra      |
| 2016    | Jessica Salazar  | Martha Bayona    | Juliana Gaviria      |
| 2017    | Jessica Salazar  | Martha Bayona    | Mandy Marquardt      |
| 2018    | Jessica Salazar  | Daniela Gaxiola  | Martha Bayona        |
| 2019    | Jessica Salazar  | Martha Bayona    | Daniela Gaxiola      |
| 2020    | no realizado     | no realizado     | no realizado         |
| 2021    | Martha Bayona    | Natalia Vera     | Marianis Salazar     |

### Keirin
| Edición | Oro              | Plata            | Bronce               |
| ------- | ---------------- | ---------------- | -------------------- |
| 2002    | Lori-Ann Muenzer | Yumari González  | Diana García         |
| 2004    | Diana García     | Yumari González  | Tanya Lindenmuth     |
| 2005    | Daniela Larreal  | Lisandra Guerra  | Diana García         |
| 2006    | Lisandra Guerra  | Angie González   | Diana García         |
| 2007    | Jennie Reed      | Lisandra Guerra  | Nancy Contreras      |
| 2008    | Diana García     | Maritza Ceballos | Diana Almada         |
| 2009    | Lisandra Guerra  | Diana García     | Cari Higgins         |
| 2010    | Lisandra Guerra  | Daniela Larreal  | Diana García         |
| 2011    | Lisandra Guerra  | Cristin Walker   | Monique Sullivan     |
| 2012    | Monique Sullivan | Daniela Gaxiola  | Jennifer Valente     |
| 2013    | Lisandra Guerra  | Juliana Gaviria  | María Esthela Vilera |
| 2014    | Monique Sullivan | Gabriela Yumi    | Daniela Larreal      |
| 2015    | Monique Sullivan | Martha Bayona    | Jessica Salazar      |
| 2016    | Daniela Gaxiola  | Juliana Gaviria  | Martha Bayona        |
| 2017    | Martha Bayona    | Mandy Marquardt  | Daniela Gaxiola      |
| 2018    | Martha Bayona    | Lauriane Genest  | Amelia Walsh         |
| 2019    | Lauriane Genest  | Martha Bayona    | Kelsey Mitchell      |
| 2020    | no realizado     | no realizado     | no realizado         |
| 2021    | Yuli Verdugo     | Martha Bayona    | Juliana Gaviria      |

### Velocidad individual
| Edición | Oro               | Plata            | Bronce                 |
| ------- | ----------------- | ---------------- | ---------------------- |
| 1990    | Gabriela Riquelme | Yacel Ojeda      | Janeth Burgos          |
| 1992    | Daniela Larreal   | Yacel Ojeda      | Zuleika Jáurega        |
| 1994    | Zuleika Jáurega   | Iêda Botelho     | Jessica Grieco         |
| 2000    | Lori-Ann Muenzer  | Daniela Larreal  | Yumari González        |
| 2001    | Daniela Larreal   | Yumari González  | Diana García           |
| 2002    | Lori-Ann Muenzer  | Yumari González  | Diana García           |
| 2004    | Tanya Lindenmuth  | Yumari González  | Diana García           |
| 2005    | Diana García      | Lisandra Guerra  | Angie González         |
| 2006    | Diana García      | Lisandra Guerra  | Angie González         |
| 2007    | Lisandra Guerra   | Jennie Reed      | Diana García           |
| 2008    | Diana García      | Maritza Ceballos | María Fernanda Jiménez |
| 2009    | Lisandra Guerra   | Diana García     | Cari Higgins           |
| 2010    | Lisandra Guerra   | Diana García     | Daniela Larreal        |
| 2011    | Lisandra Guerra   | Monique Sullivan | Daniela Larreal        |
| 2012    | Monique Sullivan  | Lisandra Guerra  | Daniela Gaxiola        |
| 2013    | Lisandra Guerra   | Juliana Gaviria  | Gleidimar Tapia        |
| 2014    | Lisandra Guerra   | Monique Sullivan | Daniela Larreal        |
| 2015    | Jessica Salazar   | Juliana Gaviria  | Lisandra Guerra        |
| 2016    | Jessica Salazar   | Yuli Verdugo     | Daniela Gaxiola        |
| 2017    | Daniela Gaxiola   | Yuli Verdugo     | Madalyn Godby          |
| 2018    | Daniela Gaxiola   | Jessica Salazar  | Martha Bayona          |
| 2019    | Kelsey Mitchell   | Martha Bayona    | Mandy Marquardt        |
| 2020    | no realizado      | no realizado     | no realizado           |
| 2021    | Martha Bayona     | Yuli Verdugo     | Juliana Gaviria        |

### Velocidad por equipos
| Edición | Oro                                                         | Plata                                                    | Bronce                                                  |
| ------- | ----------------------------------------------------------- | -------------------------------------------------------- | ------------------------------------------------------- |
| 2007    | Venezuela · Karelia Machado · Angie González                | Cuba · Lisandra Guerra · Yumari González                 | México                                                  |
| 2008    | Colombia · Diana García · Maritza Ceballos                  | Chile · Paola Muñoz · Daniela Guajardo                   | Uruguay · Cinthia Martínez · Johana Bracco              |
| 2009    | Colombia · Diana García · Sol Roa                           | Canadá · Monique Sullivan · Tara Whitten                 | México · Nancy Contreras · Stephany Tinajero            |
| 2010    | Cuba · Lisandra Guerra · Arianna Herrera                    | Colombia · Diana García · Juliana Gaviria                | México · Nancy Contreras · Daniela Gaxiola              |
| 2011    | Colombia · Diana García · Juliana Gaviria                   | Venezuela · María Estela Vilera · Daniela Larreal        | Cuba · Lisandra Guerra · Arianna Herrera                |
| 2012    | Venezuela · Daniela Larreal · María Estela Vilera           | Estados Unidos Elisabeth Carlson Dana Feiss              | Colombia · Diana García · Juliana Gaviria               |
| 2013    | Colombia · Juliana Gaviria · Martha Bayona                  | Cuba · Lisandra Guerra · Laura Arias                     | Venezuela · Marynés Prada · Gleidimar Tapia             |
| 2014    | Colombia · Juliana Gaviria · Diana García                   | Venezuela · Daniela Larreal · María Esthela Vilera       | Cuba · Lisandra Guerra · Marlies Mejías                 |
| 2015    | Colombia · Martha Bayona · Juliana Gaviria                  | México · Luz Gaxiola · Jessica Salazar                   | Canadá · Monique Sullivan · Kate O'Brien                |
| 2016    | México · Jessica Salazar · Yuli Verdugo                     | Colombia · Juliana Gaviria · Martha Bayona               | Estados Unidos Mandy Marquardt Madalyn Godby            |
| 2017    | Estados Unidos Madalyn Godby Mandy Marquardt                | Canadá · Stephanie Roorda · Amelia Walsh                 | Venezuela · Mariaesthela Vilera · Yolimar Pérez         |
| 2018    | México · Daniela Gaxiola · Jessica Salazar                  | Estados Unidos Mandy Marquardt Madalyn Godby             | Canadá · Lauriane Genest · Amelia Walsh                 |
| 2019    | Canadá · Kelsey Mitchell · Lauriane Genest                  | México · Jessica Salazar · Yuli Verdugo                  | Colombia · Juliana Gaviria · Diana García               |
| 2020    | no realizado                                                | no realizado                                             | no realizado                                            |
| 2021    | Colombia · Martha Bayona · Juliana Gaviria · Yarli Mosquera | México · Melanie Ramirez · Sofía Martinez · Yuli Verdugo | Argentina Milagros Sanabria Valentina Luna Natalia Vera |

### Persecución individual
| Edición | Oro                | Plata                | Bronce               |
| ------- | ------------------ | -------------------- | -------------------- |
| 1988    | Martha Ligia Maya  |                      |                      |
| 1990    | Adriana Muriel     | Tatiana Fernández    | Odalys Tomps         |
| 1992    | Maddy Toermen      | Adriana Muriel       | Belem Guerrero       |
| 1994    | Bandera de Cuba    | Belem Guerrero       | Yacel Ojeda          |
| 2000    | Erin Carter        | Dania Pérez          | Mandy Poitras        |
| 2001    | María Luisa Calle  | Belem Guerrero       | Yuliet Rodríguez     |
| 2002    | Belem Guerrero     | Erin Carter          | Sandra Gómez         |
| 2004    | Yoanka González    | Sarah Uhl            | Dayana Chirinos      |
| 2005    | María Luisa Calle  | Kristin Armstrong    | Erin Mirabella       |
| 2007    | María Luisa Calle  | Danielys García      | Dalila Rodríguez     |
| 2008    | Dotsie Bausch      | Ana Bernal           | Valeria Müller       |
| 2009    | Tara Whitten       | Dalila Rodríguez     | Yudelmis Domínguez   |
| 2010    | Sarah Hammer       | María Luisa Calle    | Dalila Rodríguez     |
| 2011    | María Luisa Calle  | Yudelmis Domínguez   | Marlies Mejías       |
| 2012    | María Luisa Calle  | Marlies Mejías       | Elizabeth Newell     |
| 2013    | Marlies Mejías     | Yudelmis Domínguez   | Elizabeth Newell     |
| 2014    | Jasmin Glaesser    | Marlies Mejías       | María Luisa Calle    |
| 2015    | Jennifer Valente   | Kelly Catlin         | Annie Foreman-Mackey |
| 2016    | Kelly Catlin       | Marlies Mejías       | Jasmin Glaesser      |
| 2017    | Kelly Catlin       | Kinley Gibson        | Mailín Sánchez       |
| 2018    | Kelly Catlin       | Marlies Mejias       | Jennifer Wheeler     |
| 2019    | Georgia Simmerling | Annie Foreman-Mackey | Emma White           |
| 2020    | no realizado       | no realizado         | no realizado         |
| 2021    | Lina Hernández     | Yareli Acevedo       | Jessica Parra        |

### Persecución por equipos
| Edición | Oro                                                                                      | Plata                                                                             | Bronce                                                                            |
| ------- | ---------------------------------------------------------------------------------------- | --------------------------------------------------------------------------------- | --------------------------------------------------------------------------------- |
| 2008    | Colombia · Laura Lozano · Ana Bernal · Sandra Gómez                                      | Argentina Valeria Pintos Cristina Greve Alejandra Alliegro                        |                                                                                   |
| 2009    | Cuba · Yumari González · Dalila Rodríguez · Yudelmis Domínguez                           | Colombia · Lorena Vargas · Serika Gulumá · Laura Lozano                           | Canadá · Laurie Dupont · Tara Whitten · Laura Brown                               |
| 2010    | Estados Unidos Sarah Hammer Lauren Tamayo Dotsie Bausch                                  | Cuba · Yumari González · Dalila Rodríguez · Yudelmis Domínguez                    | Colombia · María Luisa Calle · Lorena Vargas · Natalia Muñoz                      |
| 2011    | Cuba · Yoanka González · Yudelmis Domínguez · Marlies Mejías                             | Venezuela · Angie González · Danielys García · Lilibeth Chacón                    | Colombia · Serika Gulumá · Lorena Vargas · Luz Adriana Tovar                      |
| 2012    | Canadá · Allison Beveridge · Stephanie Roorda · Laura Brown                              | Venezuela · Angie González · Danielys García · Lilibeth Chacón                    | Estados Unidos Jennifer Valente Cari Higgins Elizabeth Newell                     |
| 2013    | Cuba · Yudelmis Domínguez · Marlies Mejías · Arlenis Sierra                              | Colombia · María Luisa Calle · Serika Gulumá · Milena Salcedo                     | Venezuela · Jennifer César · Angie González · Danielys García                     |
| 2014    | Estados Unidos Jennifer Valente Elizabeth Newell Amber Gaffney Kimberly Geist            | Cuba · Yudelmis Domínguez · Marlies Mejías · Yumari González · Yoanka González    | Venezuela · Jennifer César · Angie González · Lilibeth Chacón · Zuralmy Rivas     |
| 2015    | Estados Unidos Kelly Catlin Sarah Hammer Ruth Winder Jennifer Valente                    | Canadá · Allison Beveridge · Stephanie Roorda · Kirsti Lay · Annie Foreman-Mackey | Chile · Denisse Ahumada · Flor Palma · Valentina Monsalve · Daniela Guajardo      |
| 2016    | Canadá · Jasmin Glaesser · Ariane Bonhomme · Kinley Gibson · Jamie Gilgen                | México · Yareli Salazar · Mayra Rocha · Sofía Arreola · Jessica Bonilla           | Chile · Javiera Reyes · Constanza Paredes · Carolina Oyarzo · Paola Muñoz         |
| 2017    | Canadá · Ariane Bonhomme · Kinley Gibson · Devaney Collier · Meghan Grant                | México · Sofía Arreola · Yareli Salazar · Jessica Bonilla · Mayra Rocha           | Cuba · Arlenis Sierra · Marlies Mejías · Mailín Sánchez · Yeima Torres            |
| 2018    | Estados Unidos Jennifer Valente Kimberly Geist Kelly Catlin Christina Birch              | México · Yarely Salazar · Ana Teresa Casas · Jessica Bonilla · Brenda Santoyo     | Canadá · Maggie Coles-Lyster · Laurie Jussaume · Devaney Collier · Miriam Brouwer |
| 2019    | Canadá · Allison Beveridge · Annie Foreman-Mackey · Ariane Bonhomme · Georgia Simmerling | Estados Unidos Lily Williams Kendall Ryan Emma White Christina Birch              | México · Jessica Bonilla · Maria Gaxiola · Mayra Rocha · Sofia Arreola            |
| 2020    | no realizado                                                                             | no realizado                                                                      | no realizado                                                                      |
| 2021    | Colombia · Lina Hernández · Tatiana Dueñas · Jessica Parra · Lina Rojas                  | México · Yareli Acevedo · Victoria Velasco · Romina Hinojosa · Sofia Arreola      | Chile · Paula Villalón · Daniela Guajardo · Aranza Villalón · Paola Muñoz         |

### Carrera por puntos
| Edición | Oro                | Plata                   | Bronce            |
| ------- | ------------------ | ----------------------- | ----------------- |
| 1990    | Odalys Tomps       | Isabel León             | Gabriela Riquelme |
| 1992    | Yacel Ojeda        | María Consuelo Restrepo | Belem Guerrero    |
| 1994    | Bandera de Cuba    |                         |                   |
| 2000    | Dania Pérez        | Yoanka González         | Erin Carter       |
| 2001    | Belem Guerrero     | Yuliet Rodríguez        | Dayana Chirinos   |
| 2002    | Belem Guerrero     | Patricia Palencia       | María Parra       |
| 2004    | Sandra Gómez       | Amelia Blanco           | Dayana Chirinos   |
| 2005    | Erin Mirabella     | Yudelmis Domínguez      | Yumari González   |
| 2006    | Yoanka González    | Cristina Greve          | Mónica Méndez     |
| 2007    | Belem Guerrero     | Sandra Gómez            | Yoanka González   |
| 2008    | Yoanka González    | Belem Guerrero          | Valeria Müller    |
| 2009    | Yumari González    | Paola Muñoz             | Tara Whitten      |
| 2010    | Theresa Cliff-Ryan | Lorena Vargas           | Danielys García   |
| 2011    | Lilibeth Chacón    | Arlenis Sierra          | Cari Higgins      |
| 2012    | Paola Muñoz        | Danielys García         | Daniela Guajardo  |
| 2013    | Yudelmis Domínguez | María Luisa Calle       | Danielys García   |
| 2014    | Jasmin Glaesser    | Arlenis Sierra          | María Luisa Calle |
| 2015    | Stephanie Roorda   | Kimberly Geist          | Arlenis Sierra    |
| 2016    | Jasmin Glaesser    | Arlenis Sierra          | Ariane Bonhomme   |
| 2017    | Jennifer Valente   | Angie González          | Stephanie Roorda  |
| 2018    | Jennifer Valente   | Jessica Bonilla         | Marlies Mejias    |
| 2019    | Jennifer Valente   | Sofia Arreola           | Lina Hernández    |
| 2020    | no realizado       | no realizado            | no realizado      |
| 2021    | Lina Hernández     | Maggie Coles-Lyster     | Sofia Arreola     |

### Scratch
| Edición | Oro               | Plata             | Bronce             |
| ------- | ----------------- | ----------------- | ------------------ |
| 2002    | Belem Guerrero    | Patricia Palencia | Claudia Aravena    |
| 2004    | Yumari González   | Dayana Chirinos   | Paola Muñoz        |
| 2005    | Yumari González   | Mandy Poitras     | Gina Grain         |
| 2006    | Yumari González   | Yoanka González   | Karelia Machado    |
| 2007    | Elizabeth Agudelo | Jessica Jurado    | Janildes Fernandez |
| 2008    | Yoanka González   | Paola Muñoz       | Laura Lozano       |
| 2009    | Yumari González   | Cari Higgins      | Paola Muñoz        |
| 2010    | Yumari González   | Sofía Arreola     | Paola Muñoz        |
| 2011    | Yoanka González   | Lorena Vargas     | Ingrid Drexel      |
| 2012    | Lilibeth Chacón   | Daniela Guajardo  | Jennifer Valente   |
| 2013    | Elizabeth Newell  | Milena Salcedo    | Yudelmis Domínguez |
| 2014    | Arlenis Sierra    | Yareli Salazar    | Daniela Guajardo   |
| 2015    | Jennifer Valente  | Allison Beveridge | Arlenis Sierra     |
| 2016    | Yareli Salazar    | Paola Muñoz       | Arlenis Sierra     |
| 2017    | Jennifer Valente  | Marlies Mejías    | Allison Beveridge  |
| 2018    | Jennifer Valente  | Marlies Mejias    | Mayra Rocha        |
| 2019    | Jennifer Valente  | Lizbeth Salazar   | Kinley Gibson      |
| 2020    | no realizado      | no realizado      | no realizado       |
| 2021    | Joseph Ambar      | Victoria Velasco  | Alexi Costa        |

### Madison o Americana
| Edición | Oro                                           | Plata                                         | Bronce                                        |
| ------- | --------------------------------------------- | --------------------------------------------- | --------------------------------------------- |
| 2016    | México · Mayra Rocha · Sofía Arreola          | Estados Unidos Colleen Gulick Christine Birch | Cuba · Marlies Mejías · Iraida Garcia         |
| 2017    | Canadá · Allison Beveridge · Stephanie Roorda | Estados Unidos Kimberly Geist Kimberly Zubris | México · Sofía Arreola · Mayra Rocha          |
| 2018    | México · Yarely Salazar · Sofía Arreola       | Canadá · Allison Beveridge · Stephanie Roorda | Estados Unidos Kimberly Geist Christina Birch |
| 2019    | Estados Unidos Kendall Ryan Jennifer Valente  | México · Jessica Bonilla · Lizbeth Salazar    | Brasil · Daniela Lionco · Wellyda Santos      |
| 2020    | no realizado                                  | no realizado                                  | no realizado                                  |
| 2021    | México · Victoria Velasco · Yareli Acevedo    | Colombia · Jessica Parra · Tatiana Dueñas     | Ecuador · Dayana Aguilar · Miryam Núñez       |

### Ómnium
| Edición | Oro              | Plata               | Bronce            |
| ------- | ---------------- | ------------------- | ----------------- |
| 2009    | Tara Whitten     | Dalila Rodríguez    | Paola Muñoz       |
| 2010    | Sarah Hammer     | Angie González      | María Luisa Calle |
| 2011    | Marlies Mejías   | María Luisa Calle   | Cari Higgins      |
| 2012    | Marlies Mejías   | Angie González      | Elizabeth Newell  |
| 2013    | Marlies Mejías   | Angie González      | Elizabeth Newell  |
| 2014    | Gillian Carleton | Marlies Mejías      | Jennifer Valente  |
| 2015    | Sarah Hammer     | Allison Beveridge   | Angie González    |
| 2016    | Marlies Mejías   | Yareli Salazar      | Lorena Colmenares |
| 2017    | Jennifer Valente | Yareli Salazar      | Angie González    |
| 2018    | Jennifer Valente | Yarely Salazar      | Lina Hernández    |
| 2019    | Jennifer Valente | Allison Beveridge   | Maribel Aguirre   |
| 2020    | no realizado     | no realizado        | no realizado      |
| 2021    | Lina Hernández   | Maggie Coles-Lyster | Victoria Velasco  |